# Alexandr Skalický st.
Alexandr Skalický st. (* 7. září 1932 Praha) je český fotograf, publicista a památkář.

## Biografie
Alexandr Skalický se narodil v Praze, v rodině lékaře Arnošta Skalického a učitelky hudby Emilie Skalické. V roce 1933 se rodina přestěhovala do Josefova u Jaroměře, kde jeho otec působil jako vojenský lékař. V roce 1939 se rodina odstěhovala do Náchoda, kde se jeho otec stal primářem v místní nemocnici. V roce 1945 nastoupil na Jiráskovo gymnázium v Náchodě. V roce 1952 složil maturitu a byl přijet na AVU v Praze. Z politických důvodů ukončil studia na AVU v roce 1953. Po ukončení studia na AVU vystudoval jednoroční kurz pro abiturienty na Střední průmyslové škole zeměměřičské v Praze. V roce 1954 nastoupil do zaměstnání v Ústavu geodézie v Liberci, kromě mapování severozápadních Čech se zde věnoval malování krajiny určené k budoucí těžbě uhlí. V roce 1956 si za ženu bere svou spolužačku z gymnázia Jitku Nejezchlebovou. V roce 1956 změnil zaměstnání a nastoupil jako pracovník v Okresním muzeu v Broumově, kde pracoval do roku 1960. V roce 1958 se mu narodí syn Alexandr. V roce 1960 nastupuje do zaměstnání na Katastrálním úřadě v Náchodě a později v Národním podniku inženýrská geodezie v Náchodě. Souběžně se zaměstnáním se věnuje fotografování, propagaci výtvarného umění, kultury a památek. Po roce 1994 pracoval v Národním památkovém ústavu v Pardubicích. V roce 2019 obdržel cenu Jože Plečnika za celoživotní přínos památkové péči.
Alexandr Skalický fotografuje ve větším rozsahu od roku 1956. Zaměřuje se na fotografii výtvarných objektů, architektury a uměleckých památek. Od roku 1960 fotografuje portréty výtvarníků své generace a od roku 1977 konceptuální umělecké fotografie. Od padesátých let publikoval texty o výtvarném umění, uměleckých památkách a kultuře vůbec. Publikované materiály ilustruje vlastními fotografiemi. Publikoval více než 300 textů o umění a kultuře v odborných i popularizujicích časopisech jako Domov, Bydlení, Časopis společnosti přátel starožitností, Československý architekt, Architekt, Architektura ČSR, Antique, Dům a zahrada, Umění a řemesla, Zprávy památkové péče, Český lid, The Architectural Review, World Architecture, Territorio, a také v regionálních časopisech a sbornících zabývajících se kulturou a uměleckými památkami.

## Studia
- 1952–1953 Akademie výtvarných umění v Praze, všeobecná škola prof. Vlastimila Rady
- 1985–1987 Konzervatoř fotografie v Hradci Králové u prof. Jána Šmoka

## Galerie

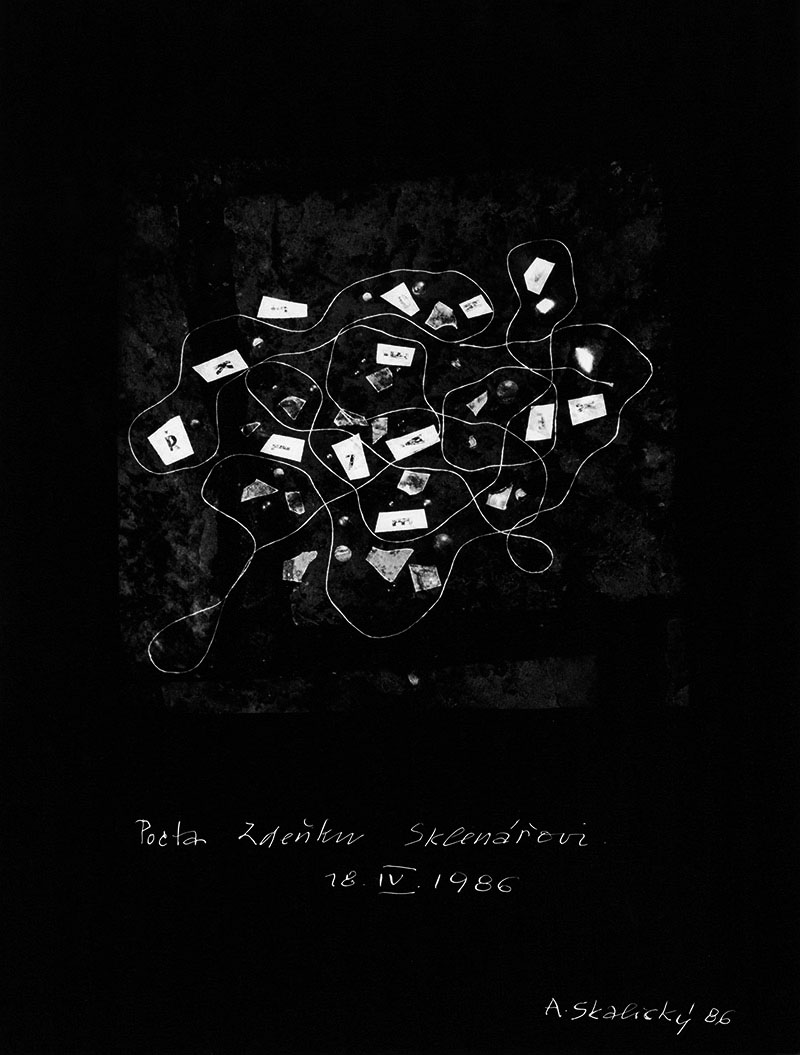
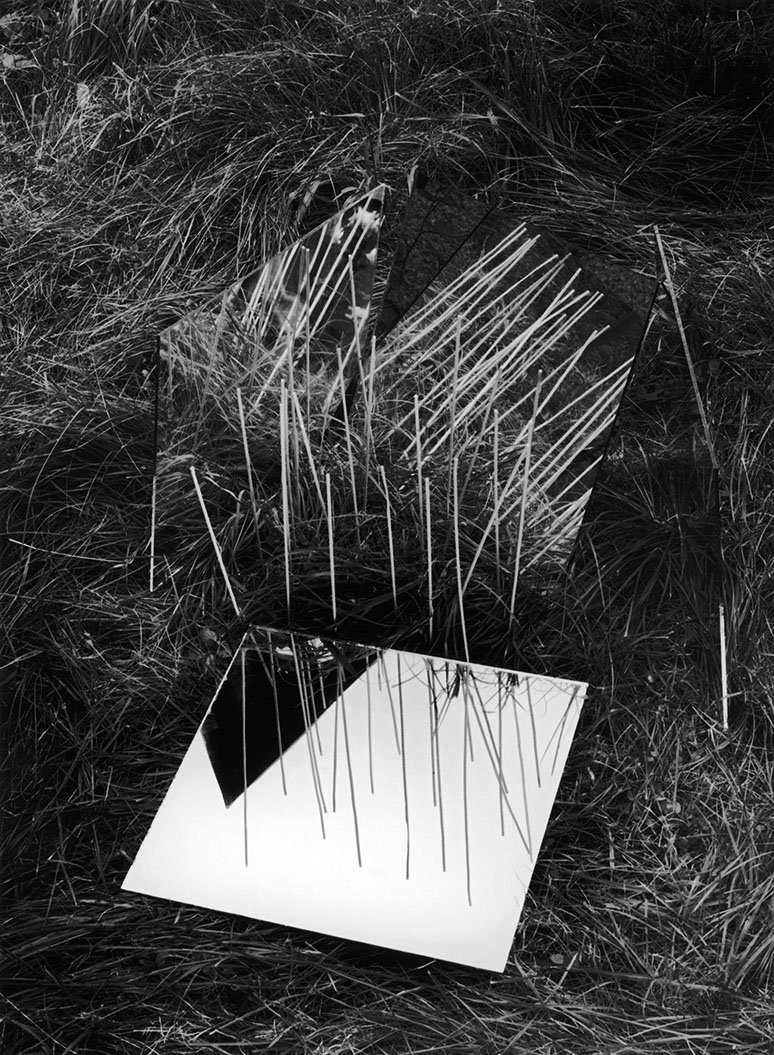
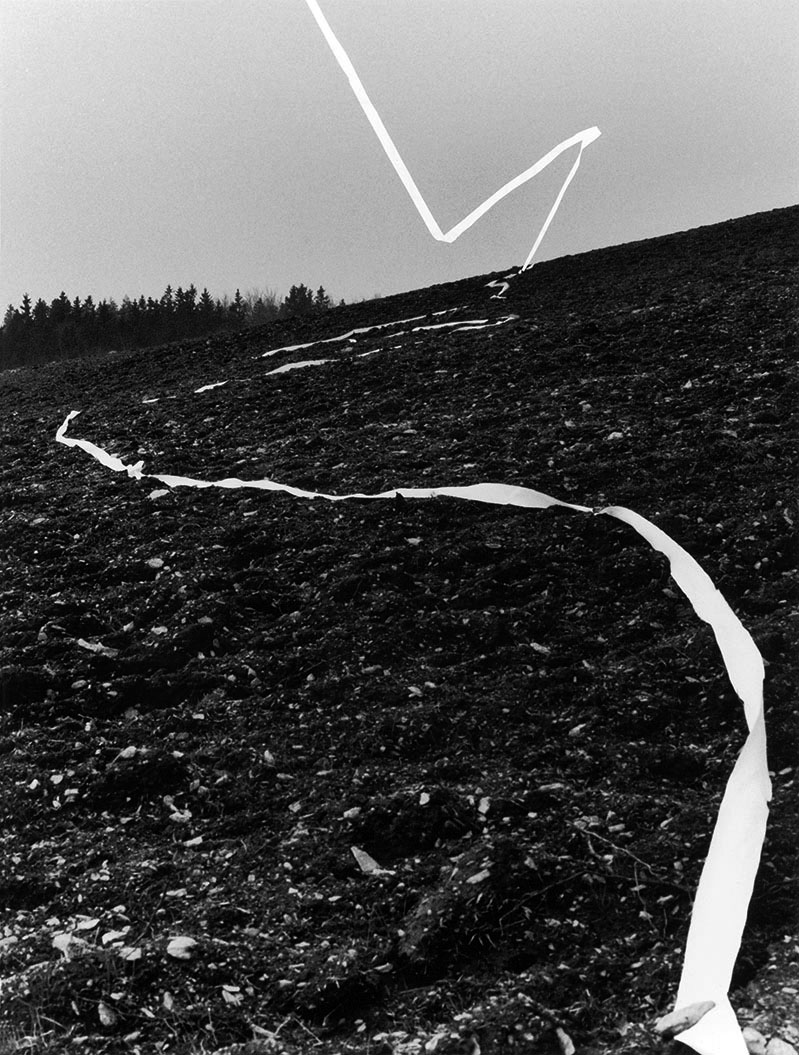
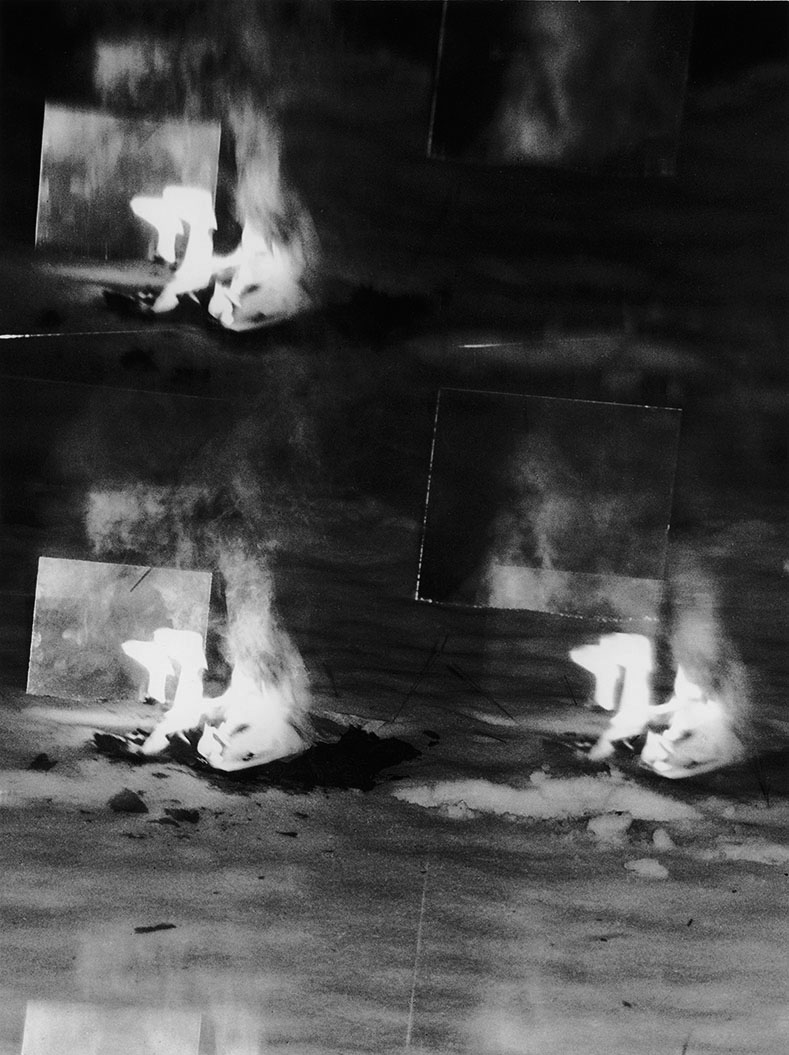
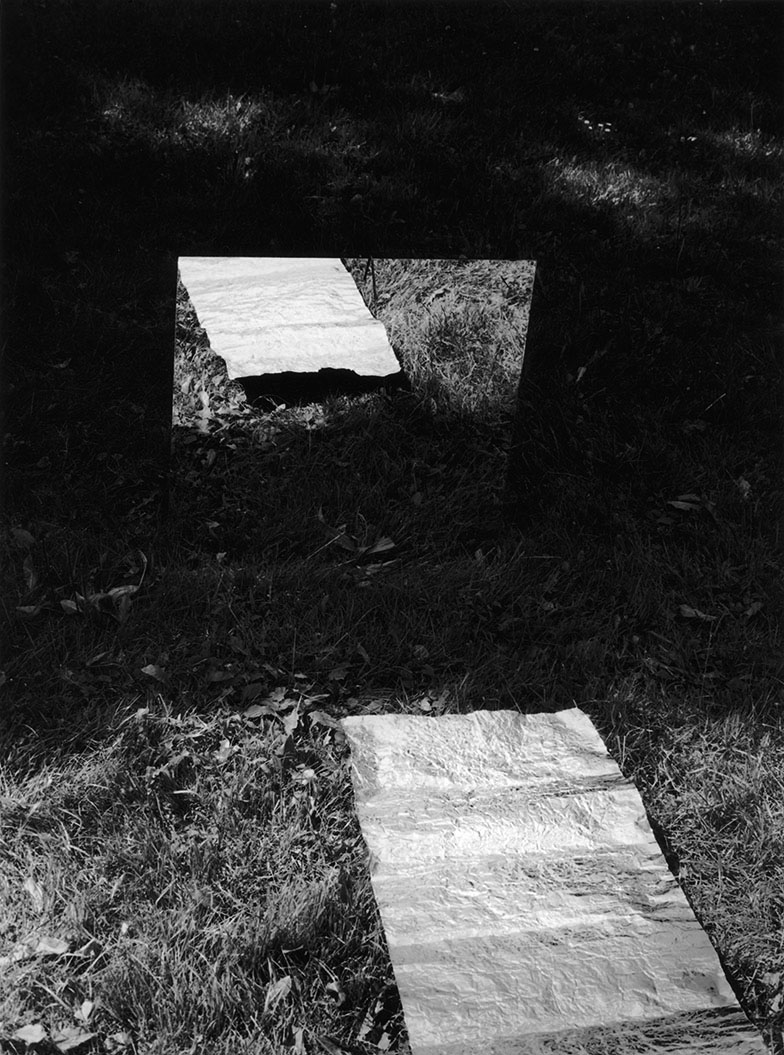
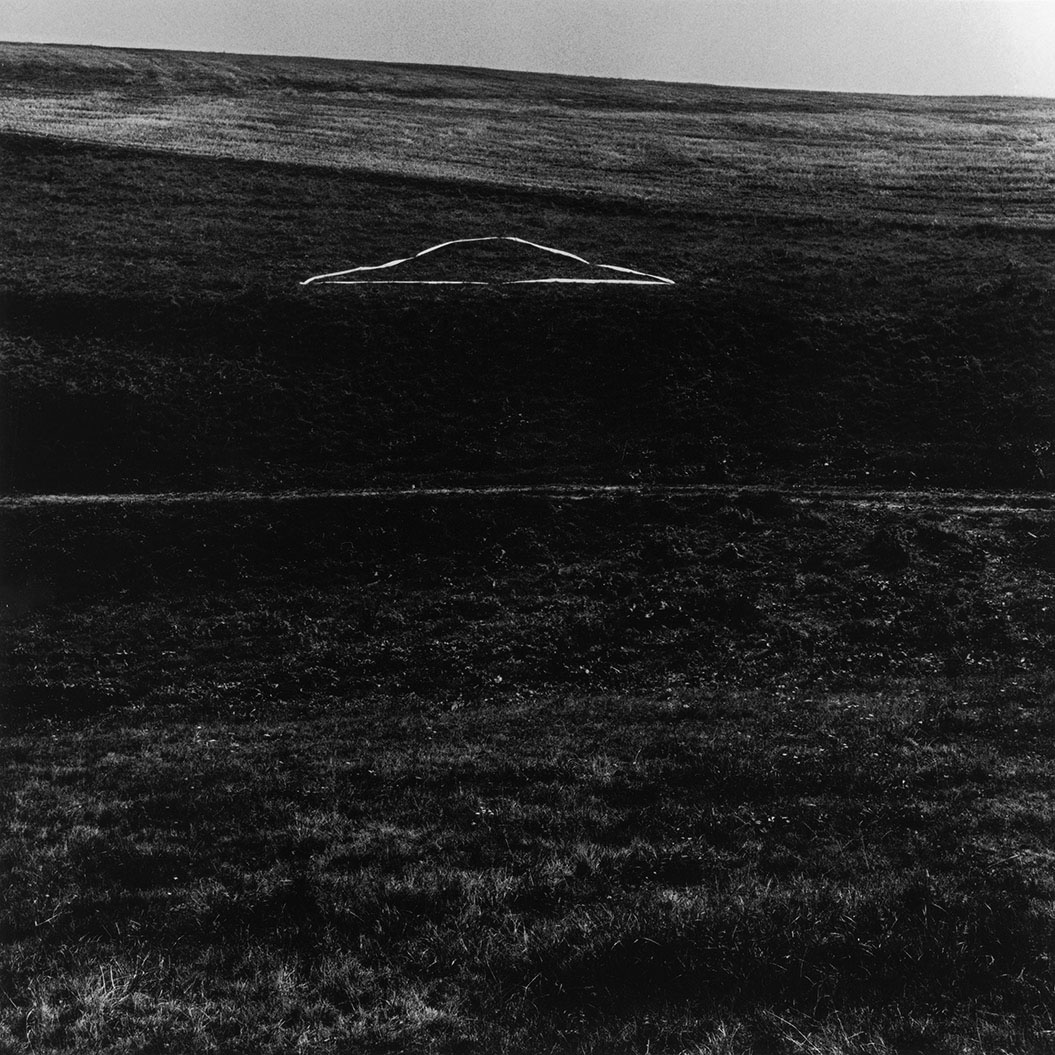
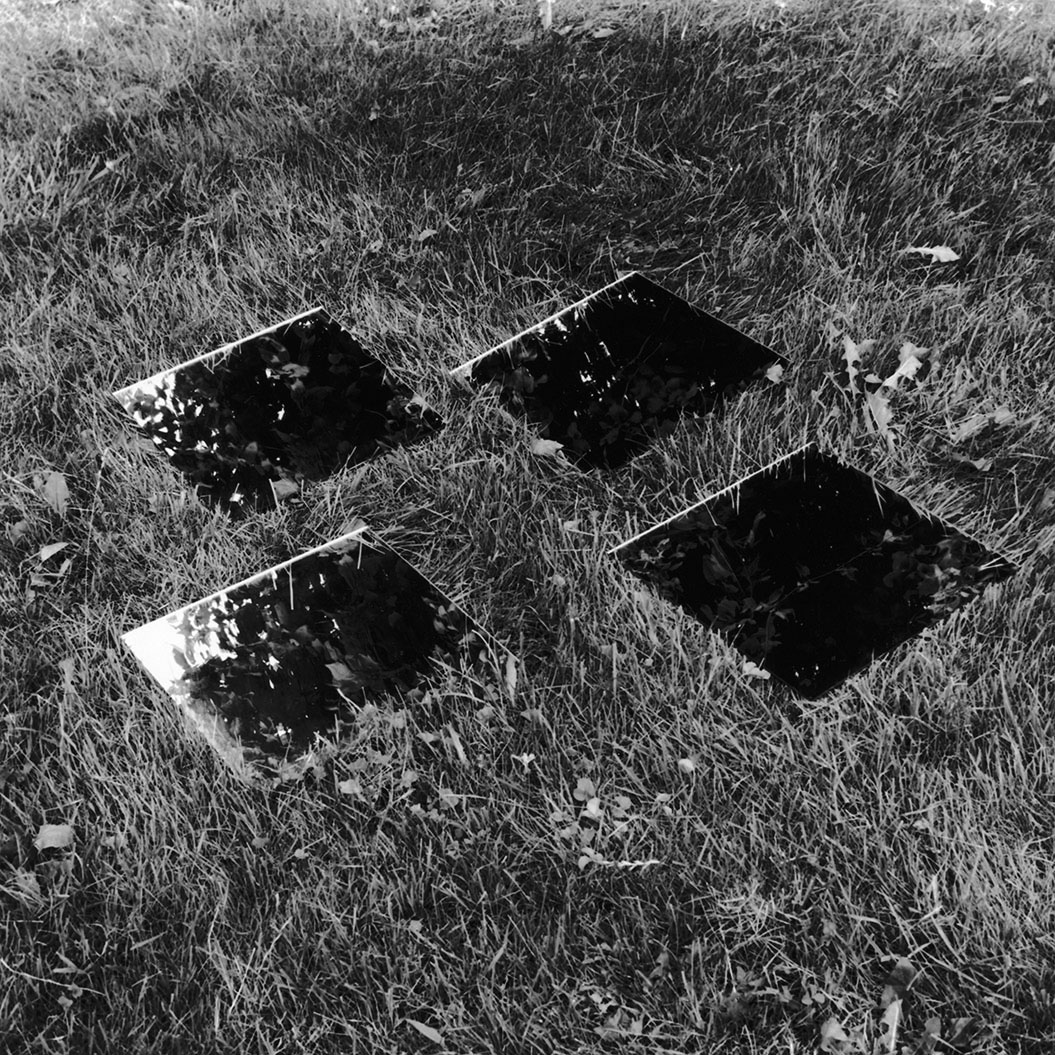
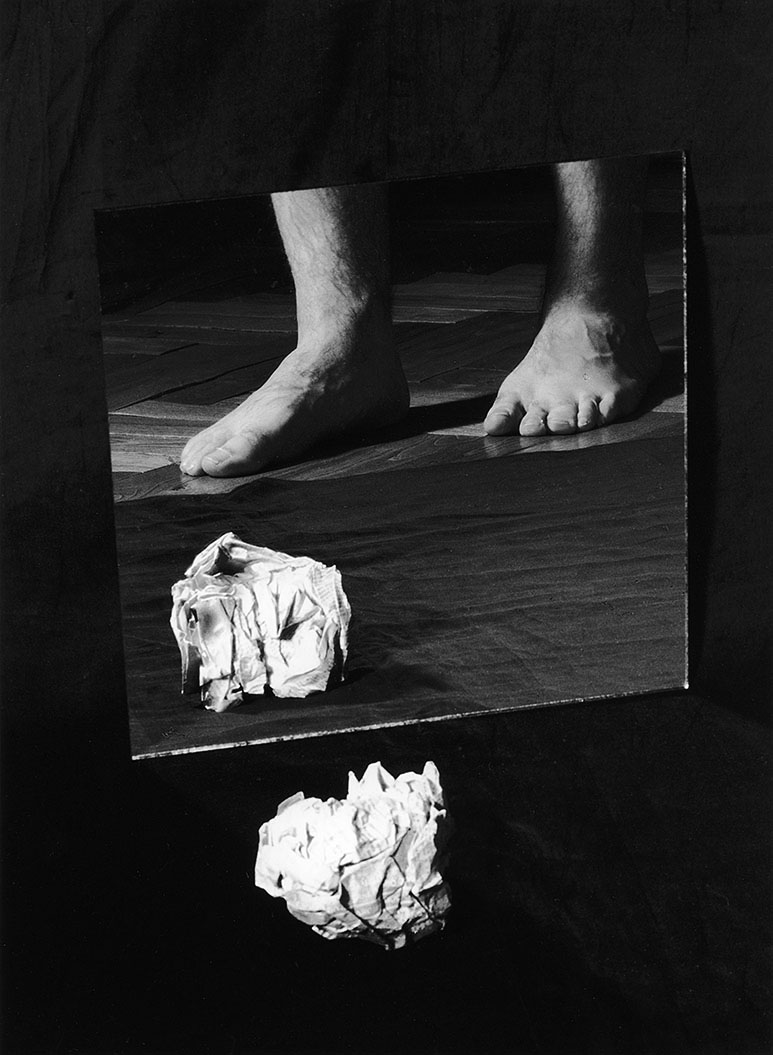
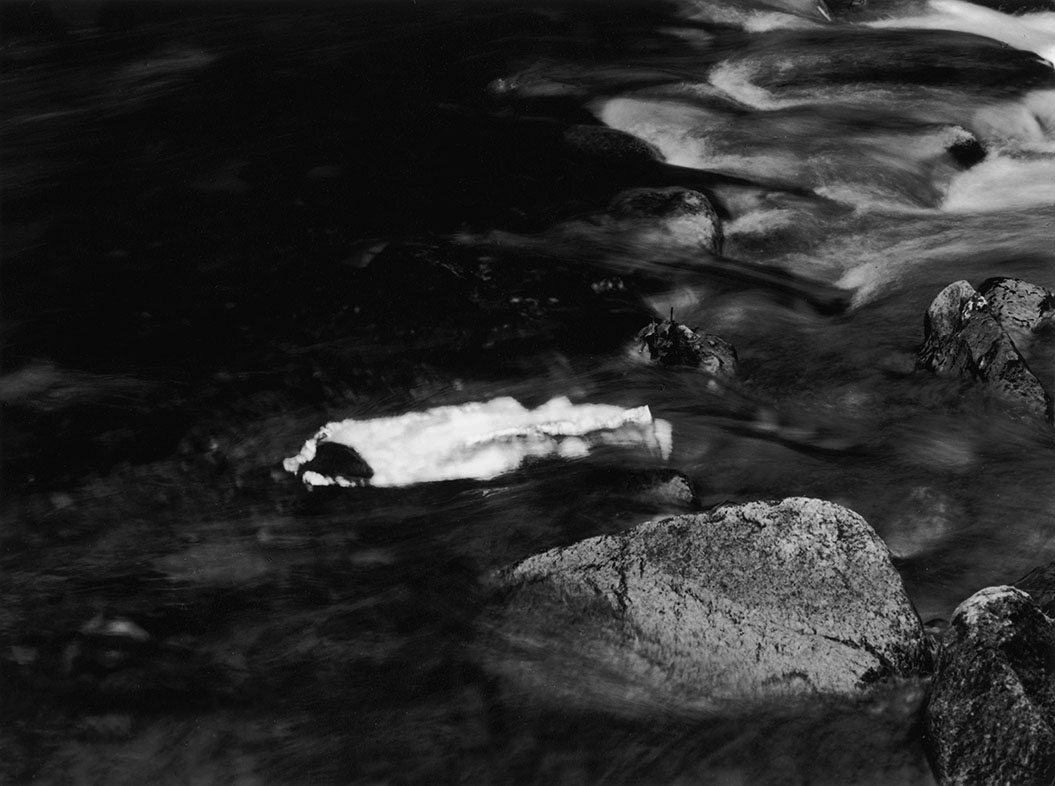
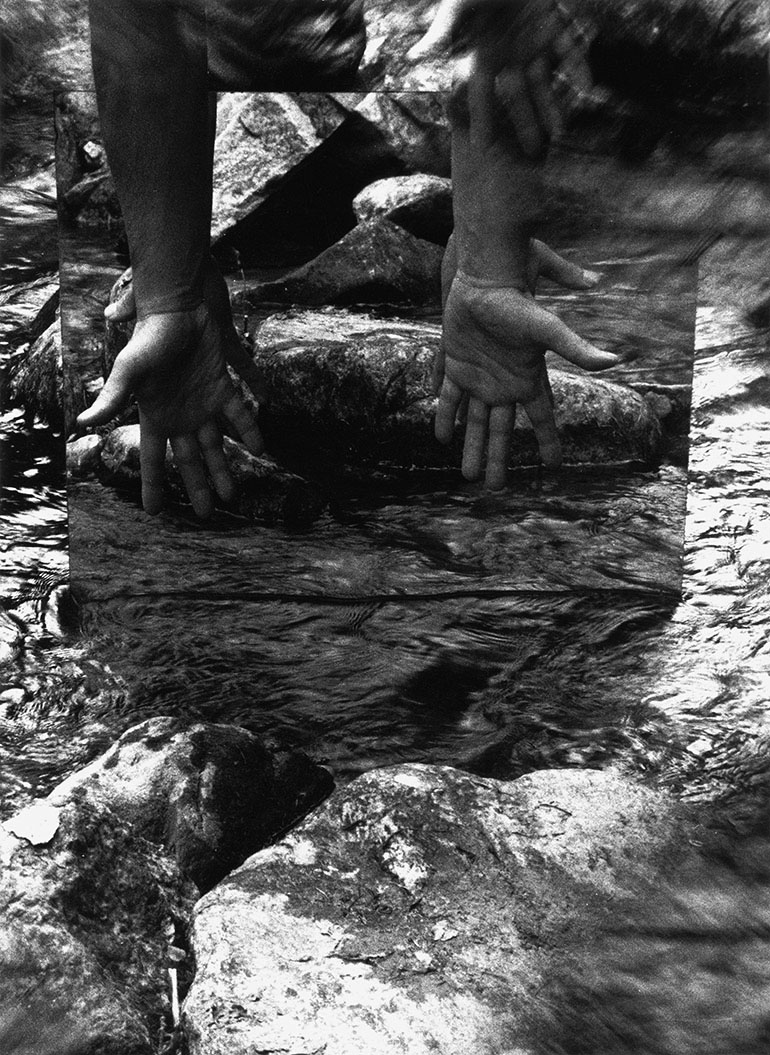
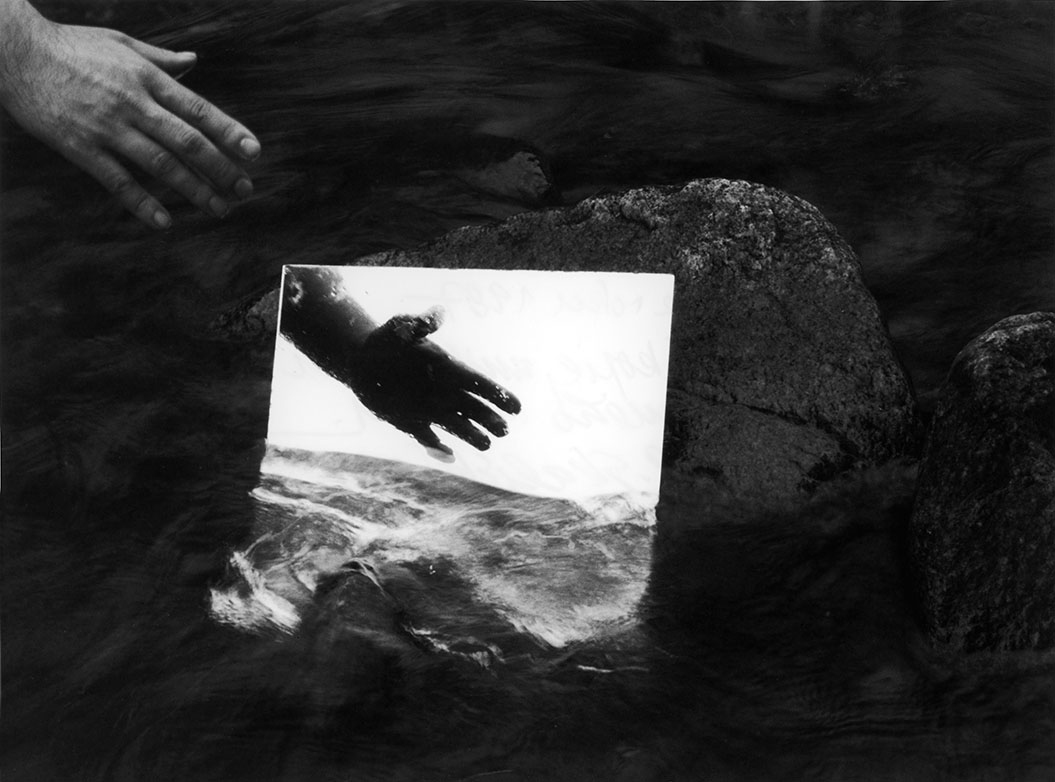
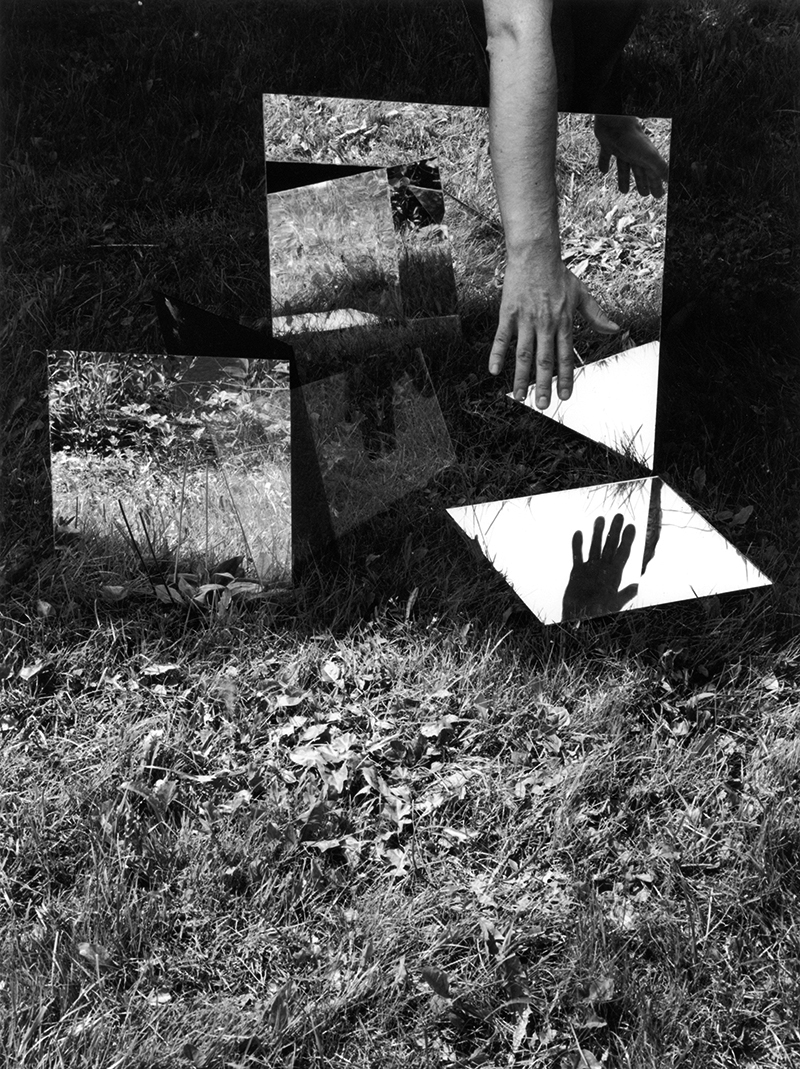
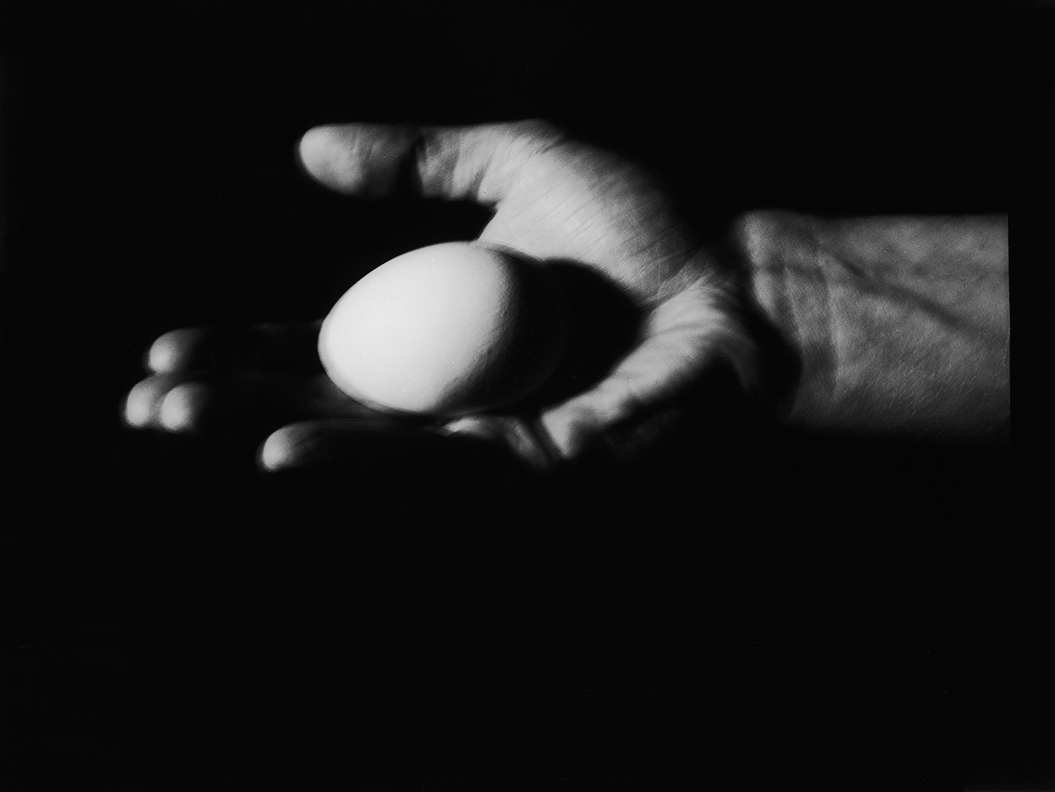
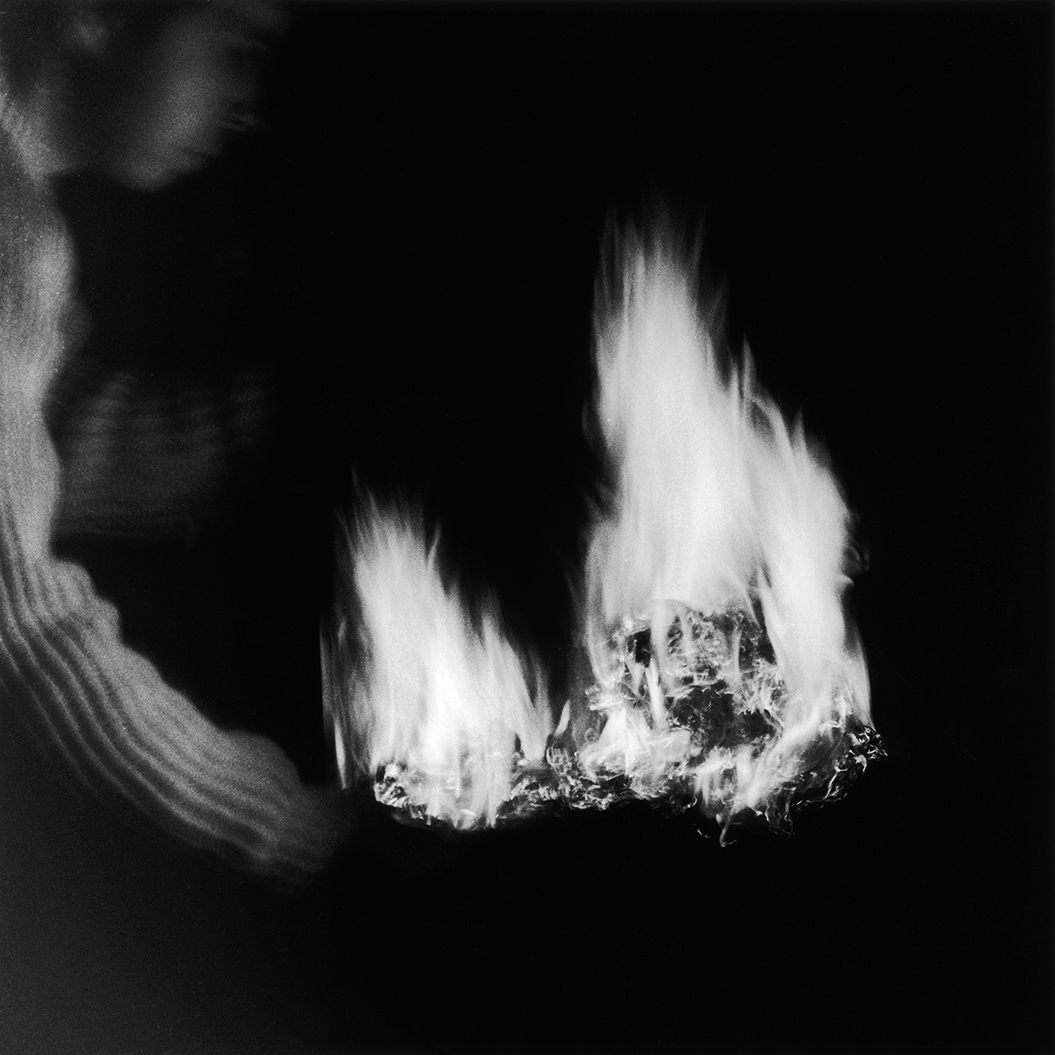

## Zastoupení ve sbírkách
- Uměleckoprůmyslové muzeum v Praze
- Slovenská národná galéria Bratislava (Slovensko)
- Moravská galerie v Brně
- Galerie moderního umění v Hradci Králové
- Muzeum umění Olomouc
- Galerie výtvarného umění v Náchodě
- Severočeské muzeum Liberec
- Galerie výtvarného umění v Havlíčkově Brodě
- Slezské zemské museum Opava
- Muzeum východních Čech v Hradci Králové
- Národní filmový archiv Praha
- Archiv Moravské galerie v Brně, fond „Alexandr Skalický“, KARTON č. 5
- Národní památkový ústav, územní odborné pracoviště v Josefově. „Fond Alexandr Skalický st.“ (Fotografie, evidenční karty, pasporty památek, mapy, kresby ad.)
- Státní okresní archiv Náchod
- Soukromé sbírky v České republice

## Výstavy

### Samostatné
- 1978 Sdružený klub pracujících, Náchod
- 1991 Náchod Státní galerie výtvarného umění v Náchodě
- 1993 – Muzeum východních Čech, Hradec Králové
- 1997 – Státní galerie výtvarného umění v Náchodě. Fotografie z let 1977–1997
- 1999 – Galerie „Dům U Jonáše“, Pardubice
- 1999 – Výtvarné centrum CHAGALL Ostrava, Galerie na schodišti
- 2001 – Severočeské muzeum Liberec
- 2002 – Galerie umělecké fotografie v Moravské Třebové
- 2003 – Galerie výtvarného umění v Havlíčkově Brodě
- 2008 – Městská knihovna v Náchodě. Autoportréty a vzpomínky 1948–2008
- 2013 – Městská knihovna v Náchodě. Hra s ohněm 1982–1994
- 2014 – Galerie Fiducia, Moravská Ostrava
- 2014 – Městská knihovna v Náchodě. Trojúhelník v krajině 1983
- 2014 – Městská knihovna v Náchodě. Pražské ateliery sedmdesátých let
- 2015 – Městská knihovna v Náchodě. Magické ruce 1986
- 2024 – Zdroj života. Galerie výtvarných umění v Náchodě[2]

### Skupinové (výběr)
- 1980 – JKP v Hlinsku, „Výtvarné Hlinecko“, fotografické portréty. Opakovaná účast v roce 1981, 1982, 1983, 1984, 1985.
- 1980 – Architektonická fotografie, Brno, FA VUT v Brně.
- 1984  - Skupina STOPY, Dům kultury, Ostrov nad Ohří.
- 1985 - Skupina STOPY, Výstavní síň Fotochema, Hradec Králové
- 1988 - FOTOGRAFIE 88, Městské muzeum, Broumov.
- 1989 - FOTOGRAFIE 89, Kino 70, Nové Město nad Metují.
- 1989 – Salon Československé fotografie, PKO JF, Praha
- 1990 - FOTOGRAFIE 90, Městské muzeum v Jaroměři.
- 1990 – Poezie ve fotografii, Okresní kulturní středisko, Písek / Městské kulturní středisko, Mirovice / Závodní klub Jitex, Portyč u Písku
- 1991 – Náchodský výtvarný podzim. Státní galerie výtvarného umění v Náchodě. Opakovaná účast v roce 1997, 1998, 1999, 2000, 2001, 2002, 2003, 2005, 2006, 2007.
- 2000 Sharjah Art Muzeum, SAE
- 2002 – ARCHITEKTURA, Asociace profesionálních fotografů České republiky. Galerie Jaroslava Fragnera v Praze.
- 2012 – ELEMENT F. Fotografie a umění ve druhé polovině 20. století. Moravská galerie Brno
- 2017 – Okamžité chrámy. Pohledy do sbírek Muzea umění v Olomouci. Olomouc.

## Vydané monografie
- OTAKAR NOVOTNÝ, CASA BARTOŇ A NÁCHOD, (Momenti di Architettura Moderna, 21), Alinea Editrice, Firenze 1999.
- PAESAGGI DEL BAROCCO BOEMO (Architetture di Christoph e Kilián Ignaz Dientzenhofer nella regione di Broumov), spolupráce s prof. arch. Giovannim Denti, Alinea Editrice, Firenze 2001.
- NÁCHOD, soupis a popis památek. SOA Zámrsk, SOkA Náchod, Náchod 2003.
- JOSEF GOČÁR, I MAGAZZINI WENKE A JAROMĚŘ (Momenti di Architettura Moderna 32), Alinea Editrice, Firenze 2004.
- KRAJINOU ČESKÉHO BAROKA (Církevní stavby Kryštofa a Kiliána Ignáce Dientzenhofera na Broumovsku), spolupráce s prof. arch. Giovannim Denti, Nakladatelství JALNA, Praha 2004.
- ZAHRADY A VILY MANÝRISMU v souvislostech. Nakladatelství JALNA, Praha 2009.
- Baňka P., Baran L., Florián M., Skalický A. (st.): ALEXANDR SKALICKÝ, fotografie 1977–1997. Katalog výstavy Státní galerie výtvarného umění v Náchodě, Náchod 1997.
- Pátek Jiří: Alexandr Skalický st. „Koncept nižšího svěcení“. Katalog výstavy v Galerii FIDUCIA. Ostrava 2014, edice FGF sv. 31.
- Pátek Jiří: ALEXANDR SKALICKÝ, Sestup bílé čáry (Konceptuální fotografie 80. let), Tomáš Pospěch / PositiF, Praha 2022.
- Aukční dům Zezula: Sbírka Alexandra Skalického a další vybraná díla českého výtvarného umění, Katalog 70. aukce. Brno, 28. 5. 2022 (Machalický Jiří, Sbírka Alexandra Skalického. s. 5 / Rusinko Marcela: Alexandr Skalický, s. 8–9)
- Rusinko Marcela – Pátek Jiří – Skalický Alexandr st. ÚTĚCHA BYDLENÍM, ŽIVOT SOUKROMÉHO SBĚRATELE ZA ŽELEZNOU OPONOU. Tomáš Pospěch / PositiF, Praha 2022
- Ptáček Jiří, ed.: Alexandr Skalický st. Zdroj života, katalog výstavy v Galerii výtvarného umění v Náchodě ve spolupráci s Galerií Ferdinanda Baumanna v Praze, Náchod 2024

## Ocenění
- 2019 cena Jože Plečnika[3]